# Chiesetta della Madonna del Riposo
La chiesetta della Madonna del Riposo è una chiesa cattolica che si trova ad Alcamo, in provincia di Trapani.

## Storia
Nel 1656 nella contrada detta "Madonna del Riposo", alle falde del monte Bonifato, fu costruita una chiesetta in onore della Madonna con lo stesso titolo.
L'appezzamento di terreno necessario per la costruzione fu donato dal dottor Diego Nicodemi, ed esistono due atti notarili redatti presso il notaio La Perna che attestano i particolari; il terreno doveva essere circa 5 metri e mezzo in lunghezza e quattro in larghezza.
Il terreno si trovava  in un feudo di Costa e in contrada lu pusaturi"
Nel 1939 l'edificio fu restaurato grazie alle offerte dei fedeli, e dalla famiglia Virgilio, proprietaria del luogo, venne donato un dipinto su ardesia con l'immagine della Titolare, attribuito a Giuseppe Renda. Fu anche fatto l'impianto elettrico, nuovi arredi e dei locali per il custode, accanto alla sagrestia.
Nel 1986 il Vescovo di Trapani l'aveva eretta Parrocchia, riconosciuta già con decreto dal Ministero dell'Interno, e si doveva erigere una nuova chiesa più ampia; nel 1988 fu nominato parroco Padre Pietro Filippi. Per un certo periodo ha funzionato come parrocchia nella chiesetta del Santissimo Salvatore, nell'omonima via che conduce in cima al Monte Bonifato, ma dopo qualche anno sono rientrate tutte le decisioni al riguardo e non se n'è fatto più nulla.

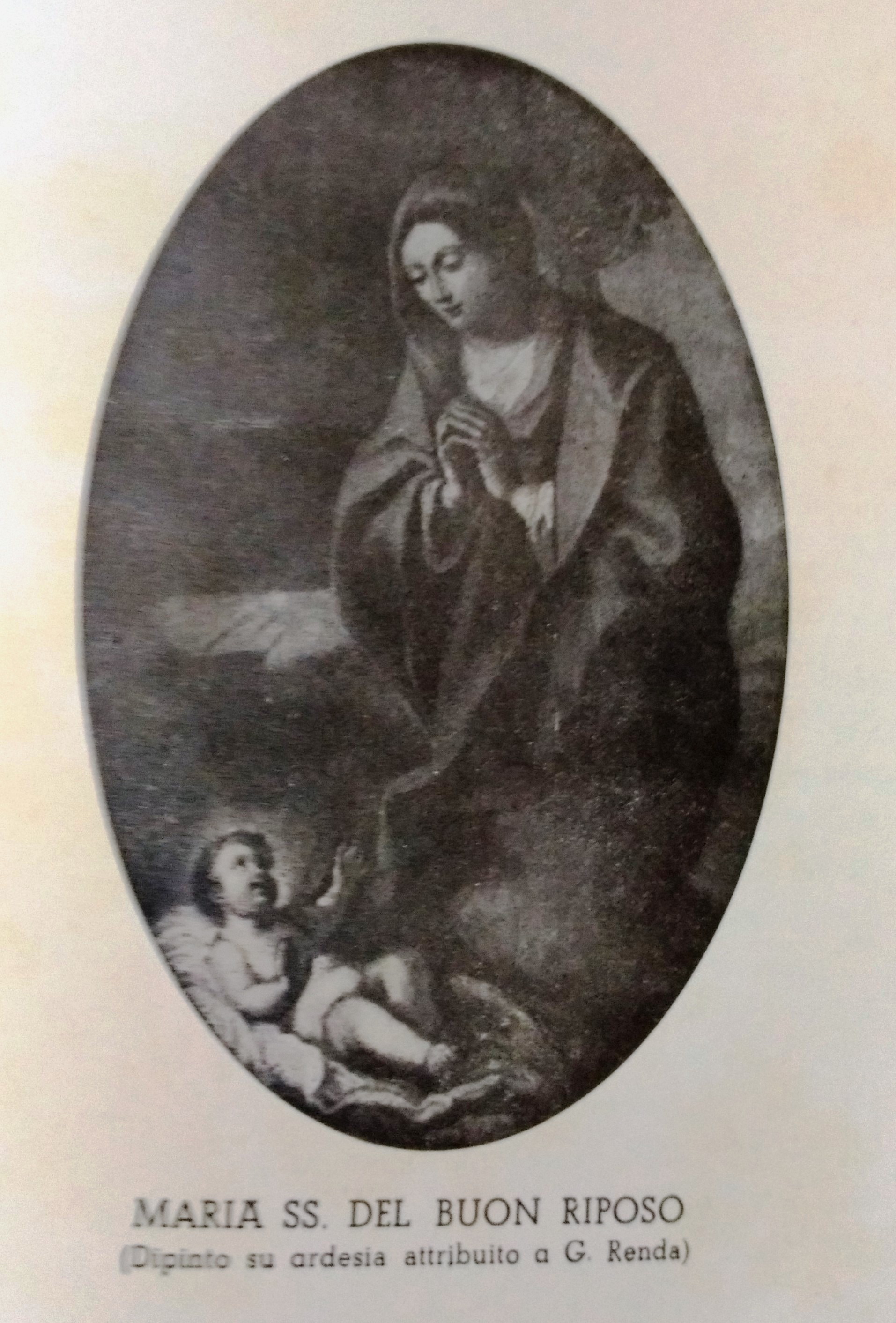
Madonna del Buon Riposo, dipinto su ardesia

## La festa
La più vecchia informazione relativa all' "apparato" per la festa di Santa Maria del Riposo è del 9 settembre 1665.
La chiesa fu ricostruita nella seconda metà dell'800 e negli Anni Venti fu data in carica al sacerdote Pietro Stellino, e in seguito a monsignor Giuseppe Barone.
Prima del terremoto del 1968 durante la festa si celebravano 2 messe normali e una cantata, nella domenica della settimana dedicata al Nome di Maria (che ricade il 12 settembre); venivano montate le luminarie e le bancarelle dei venditori ambulanti; inoltre venivano effettuati dei concerti da parte della banda musicale e i fuochi d'artificio.
Nel 1968 la chiesa fu danneggiata a causa del terremoto del Belice, è stata allora chiusa e il quadro della Madonna è stato preso dalla famiglia Lipari, eredi dei Virgilio; quindi la festa non è stata celebrata più.